# If you could read my mind
If you could read my mind is een lied geschreven door Gordon Lightfoot. Inspiratie voor het lied haalde hij uit zijn echtscheiding, toen hij verbleef in een zomerhuisje nabij Toronto. Het liedje viel dermate op dat in de volgende jaren tal van artiesten het opnamen. Van Barbra Streisand tot James Last en van Olivia Newton-John tot Johnny Cash. De covers verschenen daarbij in een frequentie van minstens één per jaar, ook in de 21e eeuw met een aparte vermelding voor landgenoot Neil Young in 2014. De covers bleven niet beperkt tot het Engels. Het lied werd vertaald naar Duits, Deens, Frans (versie Joe Dassin) en Zweeds. Gerard Cox zong een Nederlandse versie met als titel Als je in m’n hart kon kijken.

## Gordon Lightfoot
Lightfoot nam het op voor zijn album Sit down young stranger. Na het succes van de single werd de titel van het album daarop aangepast. Het is mogelijk dat op deze opname Ry Cooder en Van Dyke Parks te horen zijn. De single van Lightfoot had succes in de Verenigde Staten en Canada. In de Billboard Hot 100 stond het vijftien weken genoteerd met een vijfde plaats als hoogste notering. In Canada, thuisland van Lightfoot, haalde het een eerste plaats. Buiten Noord-Amerika verkocht het plaatje ook goed in het Verenigd Koninkrijk, Nieuw-Zeeland en Australië. In Nederland kwam Lightfoots versie niet verder dan de tipparade.

### NPO Radio 2 Top 2000
| Nummer met noteringen in de NPO Radio 2 Top 2000 | '99  | '00  | '01  | '02  | '03  | '04  | '05 | '06  | '07 | '08  |
| ------------------------------------------------ | ---- | ---- | ---- | ---- | ---- | ---- | --- | ---- | --- | ---- |
| If you could read my mind                        | 1340 | 1268 | 1361 | 1526 | 1906 | 1945 | -   | 1709 | -   | 1992 |

1. ↑  Een '-' betekent dat het nummer niet was genoteerd en een vetgedrukt getal geeft de hoogste notering aan.
2. ↑  Deze tabel is bijgewerkt tot en met de laatste editie (2024).

## Viola Wills
If you could read my mind is tevens een single van Viola Wills. Het is afkomstig van haar album met diezelfde titel. De titel werd aangekondigd als US Disco-mix, maar werd in de Verenigde Staten zelf geen succes, behalve in het discocircuit.
De B-kant Somebody’s eyes is geschreven voor Viola Wills zelf.

## Hitnotering
In de Benelux verkocht Wills wel goed. In België en de Top40 werd ze gestuit door Doris D & The Pins met Shine up en Stars on 45 met Stars on 45.

### Nederlandse Top 40
| Positie: | 28 | 17 | 7 | 5 | 4 | 3 | 4 | 7 | 15 | 26 | uit |

### NederlandseDaverende 30
| Positie: | 27 | 11 | 7 | 7 | 5 | 8 | 12 | 5 | 8 | 22 | 29 | uit |

### BelgischeBRT Top 30
| Positie: | 30 | 19 | 5 | 8 | 3 | 3 | 5 | 5 | 10 | uit |

### VlaamseUltratop 30
| Positie: | 27 | 15 | 7 | 4 | 3 | 3 | 3 | 4 | 6 | 19 | 29 | uit |

### NPO Radio 2 Top 2000
If You Could Read My Mind stond alleen in 2000 in de NPO Radio 2 Top 2000, op plek 1778.